# Đặng Trung

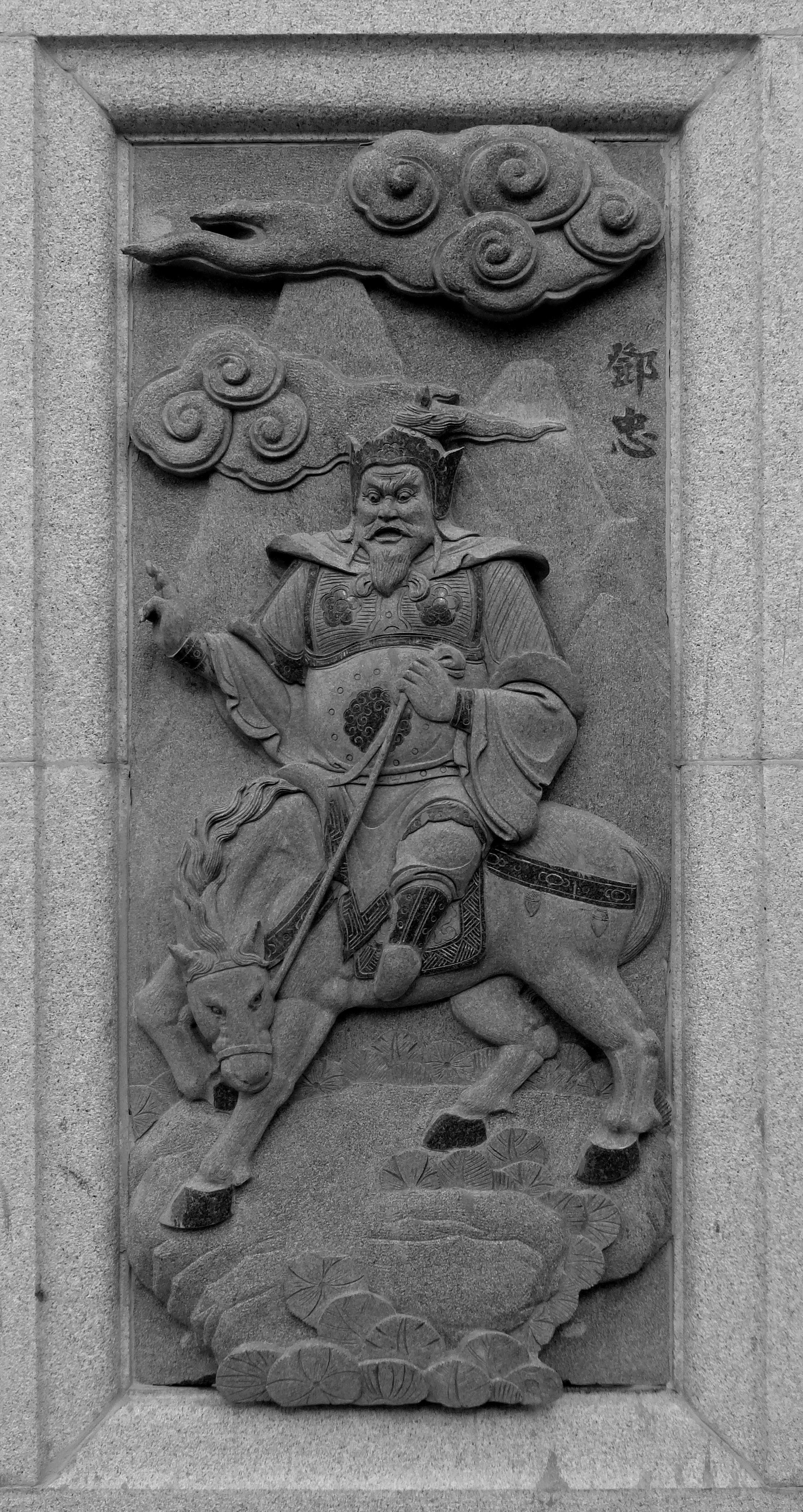
Đặng Trung

Đặng Trung ( tiếng Trung :邓忠; bính âm : Dèng Zhōng ) là một nhân vật trong Phong Thần Diễn Nghĩa . Anh ta là nhân vật số một trong bốn lãnh chúa của Núi Hoàng Hoa. Trong chiến dịch Hoàng Hoa Sơn cá nhân của Thái Sư Văn Trọng , bốn người này sẽ trở thành một thanh kiếm hỗ trợ của nhà Thương .

## Cốt truyện
Về ngoại hình, Đặng Trung có khuôn mặt màu chàm, hàm răng khểnh và mái tóc dài màu đỏ thẫm; anh ta cũng sử dụng một chiếc rìu vàng lớn làm vũ khí chính của mình.  Trong lần chạm trán đầu tiên với Văn Trọng, anh ta đã bị giết thông qua thủ thuật ảo thuật nhà tù vàng do Văn Trọng sử dụng. Do sự tuân theo sau này của anh hai Tân Hoàn, Đặng Trung sẽ phục vụ như một thanh kiếm trung thành của Văn Trọng sau khi anh hồi sinh. Cuối cùng khi Văn Trọng đã đến chân núi phía Tây, Đặng Trung đích thân chuyển một lá thư cho Khương Tử Nha . Khi trận chiến bắt đầu sau ba ngày, Đặng Trung đích thân chiến đấu với Hoàng Phi Hổ bằng chiếc rìu vàng của mình.
Cuối cùng, Đặng Trung được bổ nhiệm làm một trong 24 vị thần trên đài Phong Thần(雷部天君).